# Marciano (usurpatore)
Flavio Marciano (latino: Flavius Marcianus; fl. 469-484) è stato un politico romano usurpatore dell'Impero romano d'Oriente, membro della dinastia trace, che si ribellò per due volte contro l'imperatore Zenone (474-491).

## Biografia
Marciano era figlio dell'imperatore romano d'Occidente Antemio (467-472) e di Elia Marcia Eufemia, figlia dell'imperatore d'Oriente Marciano. Divenne genero dell'imperatore d'Oriente Leone I (457-474) e di sua moglie, l'imperatrice Verina, quando nel 471 ne sposò la figlia Leonzia, sorella di Ariadne, a propria volta moglie dell'imperatore Zenone (474-491). Nell'ottica dei buoni rapporti tra le corti d'Occidente e d'Oriente a seguito dell'elezione di Antemio, Marciano fu nominato console nel 469 e nel 472.
La rivolta di Marciano è da ricollegare alla lotta per il potere tra Verina e Zenone, succeduto al proprio suocero alla morte di questi: Zenone, di origini isauriche e perciò ritenuto «barbaro» dalla popolazione di Costantinopoli, aveva già dovuto affrontare un altro pretendente al trono imperiale, quel Basilisco che era riuscito a strappargli il potere per venti mesi (475-476). Come Basilisco, anche Marciano aveva pretese al trono, derivategli dalla sua discendenza imperiale e non barbarica, e dal matrimonio con Leonzia, che era porfirogenita di Leone I in quanto nata mentre Leone era imperatore e non prima dell'ascesa al trono, come nel caso di Ariadne, moglie di Zenone.
Nel 479, Marciano si ribellò in Costantinopoli: raccolse truppe composte da stranieri e cittadini, col sostegno dei fratelli Procopio Antemio e Romolo; i fratelli riunirono le proprie forze nei pressi della casa di Cesario, a sud del Foro di Teodosio, e da lì attaccarono contemporaneamente il palazzo imperiale e la casa del generale Illo, fedele compatriota di Zenone. L'imperatore fu quasi catturato dalle truppe ribelli, che durante il giorno ebbero la meglio sui soldati imperiali, soggetti al lancio di oggetti dai tetti delle case da parte dei cittadini.
La situazione si rovesciò durante la notte: Illo riuscì a far entrare in città un contingente isaurico acquartierato nella vicina Calcedonia e corruppe alcuni soldati di Marciano, facendo fuggire Zenone. L'indomani mattina Marciano, resosi conto del tradimento dei propri uomini, fuggì nella chiesa dei Santi Apostoli, ma fu arrestato assieme ai fratelli. Il capo goto Teodorico Strabone, del quale Marciano era riuscito a ottenere l'appoggio, non fece in tempo a raggiungere la città prima della fine della ribellione.
Inviato a Cesarea in Cappadocia, Marciano organizzò una fuga aiutato da dei monaci: mentre i suoi fratelli riuscirono a fuggire, Marciano fu catturato e fu forzato a prendere i voti a Tarso in Cilicia, oppure fu imprigionato in Isauria, ai piedi della fortezza di Papurio. Riuscì a fuggire e a rimettersi a capo di un'altra rivolta, ma dopo aver attaccato Ancira fu sconfitto e catturato nuovamente da Trocundo, fratello di Illo.
Nel 484 Illo organizzò una rivolta contro Zenone; non volendo esporsi in prima persona, liberò Marciano e lo proclamò imperatore. Dopo aver liberato Verina, decise di deporre Marciano e proclamare imperatore al suo posto Leonzio: Marciano fu inviato in Italia a chiedere l'aiuto di Odoacre.

## Antenati
|                                 |                                |                | Genitori                       |  |  | Nonni                      |  |  | Bisnonni |  |
|                                 |                                |                |                                |  |  | Procopio, magister militum |  |  | Procopio |  |
|                                 |                                |                |                                |  |  | Procopio, magister militum |  |  | Procopio |  |
|                                 |                                | …              |                                |  |  | Procopio, magister militum |  |  |          |  |
| Antemio, imperatore d'Occidente |                                |                |                                |  |  | Procopio, magister militum |  |  |          |  |
|                                 |                                | Lucina         | Antemio, prefetto del pretorio |  |  |                            |  |  |          |  |
|                                 |                                | Lucina         | Antemio, prefetto del pretorio |  |  |                            |  |  |          |  |
|                                 |                                | Lucina         | …                              |  |  |                            |  |  |          |  |
| Marciano                        |                                | Lucina         |                                |  |  |                            |  |  |          |  |
|                                 | Marciano, imperatore d'Oriente | …              |                                |  |  |                            |  |  |          |  |
|                                 | Marciano, imperatore d'Oriente | …              |                                |  |  |                            |  |  |          |  |
|                                 | Marciano, imperatore d'Oriente | …              |                                |  |  |                            |  |  |          |  |
| Elia Marcia Eufemia             | Marciano, imperatore d'Oriente |                |                                |  |  |                            |  |  |          |  |
|                                 |                                | Elia Pulcheria | Arcadio, imperatore d'Oriente  |  |  |                            |  |  |          |  |
|                                 |                                | Elia Pulcheria | Arcadio, imperatore d'Oriente  |  |  |                            |  |  |          |  |
|                                 |                                | Elia Pulcheria | Elia Eudossia                  |  |  |                            |  |  |          |  |
|                                 |                                | Elia Pulcheria |                                |  |  |                            |  |  |          |  |

### Fonti primarie
- Evagrio Scolastico, Storia ecclesiastica, iii.26.

### Fonti secondarie
- (EN) John Bagnell Bury, X.2 The Revolts of Marcian and Illus (A.D. 479‑488), in History of the Later Roman Empire, Dover Books, 1958  [1923],  pp. 395, 397-398. URL consultato il 23 giugno 2007. (dal sito LacusCurtius)
- Mathisen, Ralph W., "Anthemius (12 April 467 - 11 July 472 A.D.)", De Imperatoribus Romanis
- Smith, Dictionary of Greek and Roman Biography and Mythology, v. 1, pp. 569-570, su ancientlibrary.com. URL consultato il 2 gennaio 2007 (archiviato dall'url originale il 4 maggio 2008).